# ガミアニ

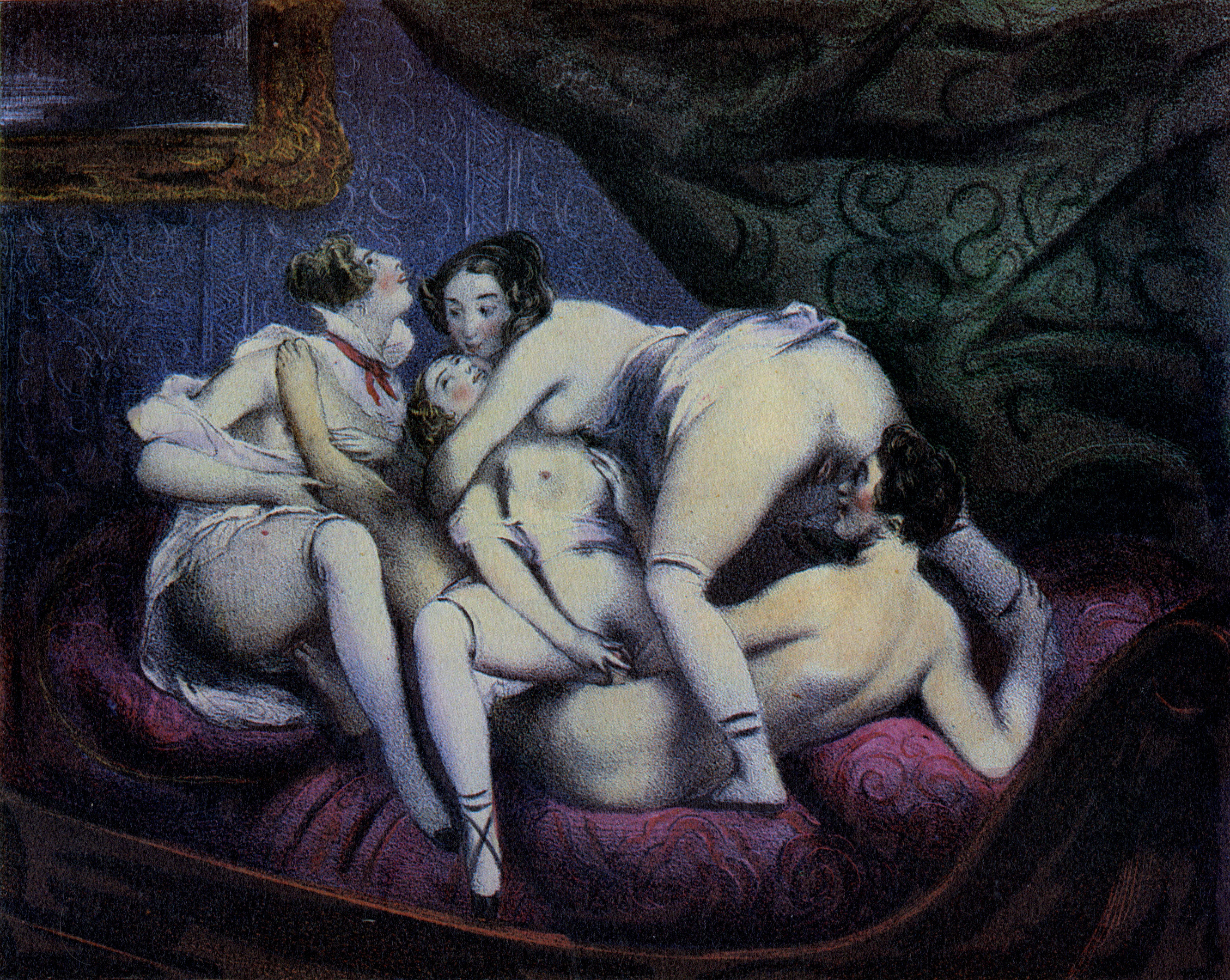
アシル・ドヴェリア（Achille Devéria）による『ガミアニ』の挿絵

『ガミアニ、あるいは狂乱の二夜』（仏: Gamiani, ou Deux Nuits d'Excès）は、フランスの官能小説。その著者はアルフレッド・ド・ミュッセであろうと考えられており、また、タイトルの由来となった女主人公は、ミュッセの恋人ジョルジュ・サンドを描写したと考えられている。
ベルギーのブリュッセルで1833年に押絵入りのフランス語の初版が発行されると、たちまち評判になり隠れたベストセラーになった。当時はその内容のあまりの激しさ（乱交、同性愛、獣姦が語られているが生々しい性描写はない）に、単純に卑猥な作品としてではなく話題性を持った作品として注目され、作者探しが大いに流行った。やがてサンドと別れたばかりのミュッセが作者とわかると、誰もが散々振り回された恨みからと考え納得した。

## 日本語版
- 『歓楽の二夜』 丸木砂土訳 世界猟奇全集 第1巻 平凡社 1931年
- 『ガミアニ』 吉野春樹訳 紫書房 1951年
- 『ガミアニ』 友部鞠久訳 浪速書房 1969年
- 『発禁本ガミアニ夫人 男のセクスタメント』 岡林純一郎訳編 ロングセラーズ（ムックの本） 1975年
- 『ガミアニ伯夫人 他一篇』 須賀慣訳 富士見ロマン文庫 1978年
- 『女ともだちの夜』 山本泰三訳 北宋社 1992年